# Jean-Pierre Como

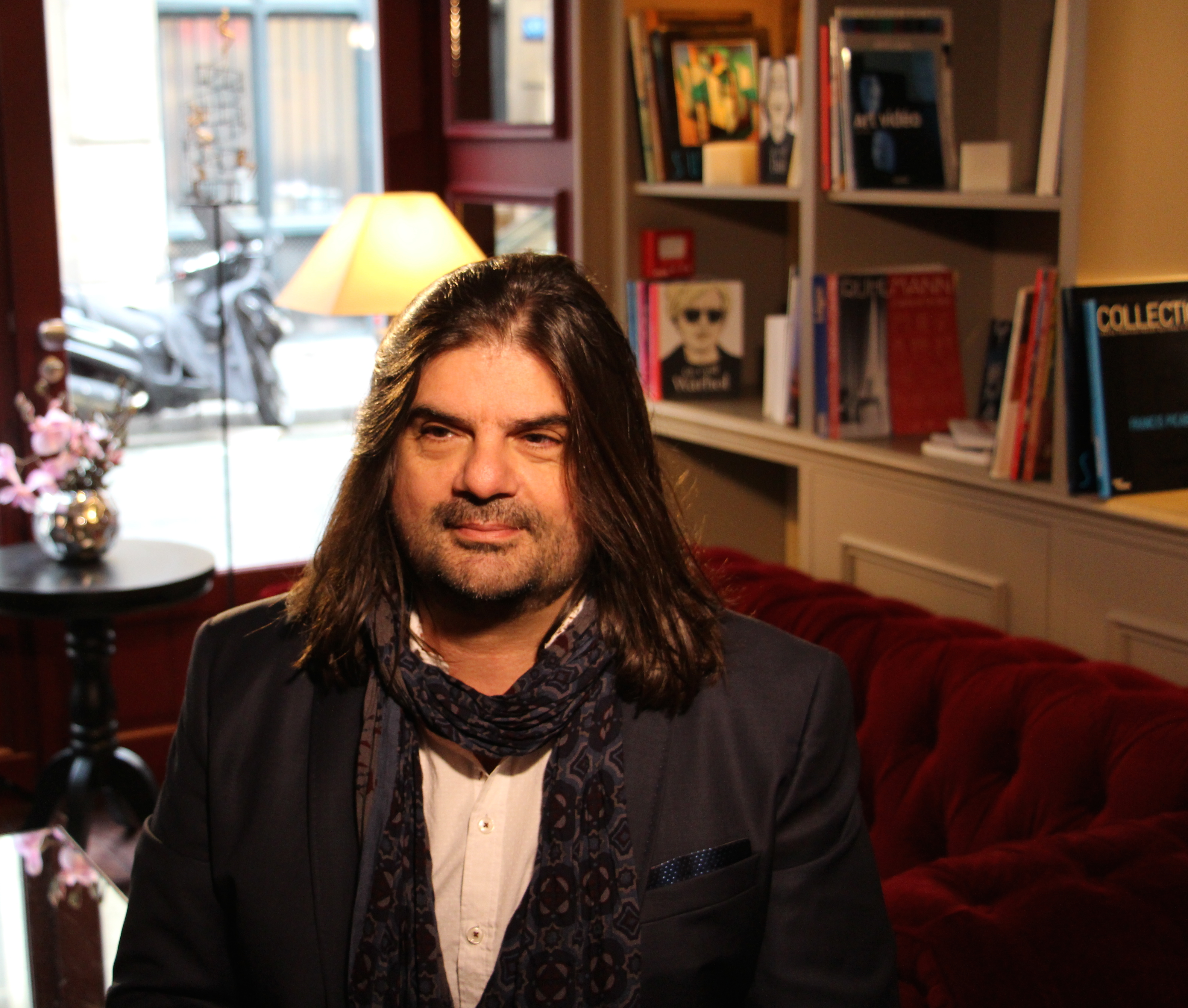
Jean-Pierre Como

Jean-Pierre Como (* 1963 in Paris) ist ein französischer Jazz-Pianist. Er ist Gründer der Jazzrock Gruppe Sixun.
Como stammt aus einer Familie mit italienischen Wurzeln und besuchte in Paris das Konservatorium (klassisches Klavier). Jazzmusik brachte er sich hauptsächlich autodidaktisch bei und spielte zunächst mit Musikern wie Bernard Maury, François Couturier und Michel Sarbady. Gleichzeitig begann er zu komponieren (erste Aufnahmen seiner Kompositionen 1983) und begleitete Zaka Percussions, Rido Bayonne und den Sänger Pierre Vassiliu. 1984 gründete er die erfolgreiche Jazzrock-Gruppe Sixun. Daneben spielt er regelmäßig im Quintett von Antoine Illouz und in der Bigband von Antoine Hervé.
Como veröffentlichte mehrere Alben unter eigenem Namen, u. a. Empreinte (Blue Note 1999), Express Paris-Roma (mit dem Gitarristen Louis Winsberg, dem Bassisten Christophe Wallemme, dem Schlagzeuger Stéphane Huchard, dem Saxophonisten Stefano Di Battista, 1995) und L’âme sœur (Nocturne Jazz 2006), eine Bigband-Suite für seine 1998 mit 38 Jahren an Krebs verstorbene Schwester (gemeinsam mit Pierre Bertrand, dem Mitgründer der „Paris Jazz Big Band“, Sylvain Beuf, Paolo Fresu). Sein Album Répertoire (2010) entstand im Trio mit Aldo Romano und Diego Imbert; 2013 folgte Boléro (mit Javier Girotto, Dario Deidda und Minino Garay).